# Mirco Bergamasco
Mirco Bergamasco (ur. 23 lutego 1983 w Padwie) – włoski rugbysta, występujący na pozycji skrzydłowego, reprezentant Włoch w rugby union oraz rugby league, trzykrotny uczestnik pucharu świata w rugby union.
Jest synem Arturo Bergamasco i młodszym bratem Mauro, również reprezentantów Włoch w rugby.
W drużynie narodowej debiutował 2 lutego 2002 podczas meczu Pucharu Sześciu Narodów z Francją na Stade de France. Włosi przegrali 33:12. Pierwsze punkty zdobył 3 marca 2003 w meczu z Anglią na Twickenham (wykonał skuteczne przyłożenie). Brał udział w Pucharze Świata w 2003 i 2007.
W barwach Stade Français dwukrotnie zdobywał mistrzostwo Francji: w sezonie 2003/2004 i 2006/2007.
Jesienią 2016 roku Bergamasco został powołany do reprezentacji Włoch w rugby 13-osobowym na mecze kwalifikacyjne do Pucharu Świata.